# Коктобе (Павлодарский район)
Коктобе (каз. Көктөбе) — село в Павлодарском районе Павлодарской области Казахстана. Входит в состав Шакатского сельского округа. Код КАТО — 556069300.

## Население
В 1999 году население села составляло 105 человек (54 мужчины и 51 женщина). По данным переписи 2009 года, в селе проживало 83 человека (50 мужчин и 33 женщины).